# Compsodecta maxillosa
Compsodecta maxillosa là một loài nhện trong họ Salticidae.
Loài này thuộc chi Compsodecta. Compsodecta maxillosa được Frederick Octavius Pickard-Cambridge miêu tả năm 1901.